# Орден «Трудова слава» (Молдова)
Орден «Трудова слава» (рум. Gloria Muncii) — державна нагорода Республіки Молдова. Орден заснований Законом Республіки Молдова Nr. 1123 від 30 липня 1992.

## Положення про орден
Орденом нагороджуються за трудові заслуги і особливі успіхи у всіх галузях діяльності.

## Опис знака ордена
Знак ордена виготовляється з томпаку з позолотою і являє собою злегка опуклу восьмиконечну зірку, утворену чотирма стилізованими під колосся променями і чотирма гранованими променями зі зрізом на конус. У центрі — посріблена стилізована рельєфна шестерня з рельєфним написом по колу: у верхній частині — «Gloria Muncii», в нижній — «Moldova». У центрі шестерні — зображення державного прапора з синім, жовтим і червоним емалевим покриттям. Під прапором — позолочене рельєфне зображення двох лаврових гілочок, що розходяться, та посріблені рельєфні лінії по вертикалі. Діаметр ордена — 45 мм. Орден має на зворотному боці нарізний штифт з гайкою для кріплення до одягу.